# روبين أغويلار
روبين أغويلار (بالفرنسية: Ruben Aguilar)‏ (26 أبريل 1993 بغرونوبل في فرنسا - ) هو لاعب كرة قدم فرنسي في مركز الدفاع. لعب مع نادي أوكسير ونادي سانت إتيان ونادي غرونوبل.

## وصلات خارجية
- روبين أغويلار على موقع الاتحاد الأوربي (الإنجليزية)
- روبين أغويلار على موقع إي إس بي إن إف سي (الإنجليزية)
- روبين أغويلار على موقع قاعدة بيانات كرة القدم.إي يو (الإنجليزية)
- روبين أغويلار على موقع ليكيب (الفرنسية)
- روبين أغويلار على موقع ناشيونال فوتبول تيمز (الإنجليزية)
- روبين أغويلار على موقع Soccerbase.com (لاعب) (الإنجليزية)
- روبين أغويلار على موقع Soccerway.com (الإنجليزية)
- روبين أغويلار على موقع AS.com (الإسبانية)